# Sénaillac-Lauzès
Sénaillac-Lauzès is een gemeente in het Franse departement Lot (regio Occitanie) en telt 156 inwoners (1999). De plaats maakt deel uit van het arrondissement Cahors.

## Geografie
De oppervlakte van Sénaillac-Lauzès bedraagt 25,8 km², de bevolkingsdichtheid is 6,0 inwoners per km².
De onderstaande kaart toont de ligging van Sénaillac-Lauzès met de belangrijkste infrastructuur en aangrenzende gemeenten.

## Demografie
Onderstaande figuur toont het verloop van het inwonertal (bron: INSEE-tellingen).